# Jurij Kovaljov
Jurij Fjodorovič Kovaljov, rusky Юрий Фёдорович Ковалёв (6. únor 1934, Orechovo-Zujevo – 25. září 1979, Moskva) byl sovětský fotbalista ruské národnosti. Nastupoval na pozici útočníka, nebo záložníka.
Se sovětskou reprezentací vyhrál první mistrovství Evropy roku 1960 (tehdy nazývané Pohár národů), byť na závěrečném turnaji do bojů nezasáhl. V národním týmu nastoupil k jedinému zápasu, v kvalifikaci na mistrovství světa 1958 proti Polsku. Tři utkání odehrál za olympijský výběr.
S Lokomotivem Moskva získal v roce 1957 sovětský pohár. V sovětské nejvyšší soutěži dosáhl nejlepšího výsledku v sezónách 1959 a 1960, kdy nejprve v dresu Lokomotivu Moskva, poté Dynama Kyjev, dosáhl na druhou příčku.